# South Dakota State Jackrabbits football
La squadra di football dei South Dakota State Jackrabbits rappresenta la South Dakota State University. I Jackrabbits competono nella Football Championship Subdivision (FCS) della National Collegiate Athletics Association (NCAA) e nella Missouri Valley Football Conference. La squadra è allenata da Jimmy Rogers. Gioca le sue gare interne al Dana J. Dykhouse Stadium di Brookings, Dakota del Sud e le sue rivalità principali sono con i North Dakota State Bison, i North Dakota Fighting Hawks e i South Dakota Coyotes.
I Jackrabbits hanno vinto 2 titoli nazionali e 19 titoli di conference. Hanno conquistato il primo titolo nazionale l'8 gennaio 2023, battendo North Dakota State 45-21. Un anno dopo, il 7 gennaio 2024, si sono ripetuti battendo Montana (13–2) con un punteggio di 23–3 e chiudendo l'annata con un record perfetto di 15-0.

## Conference di appartenenza
- Independente (1889–1921)
- North Central Intercollegiate Athletic Conference (1922–2003)
- Great West Conference (2004–2007)
- Missouri Valley Football Conference (2008–presente)

## Giocatori nella National Football League

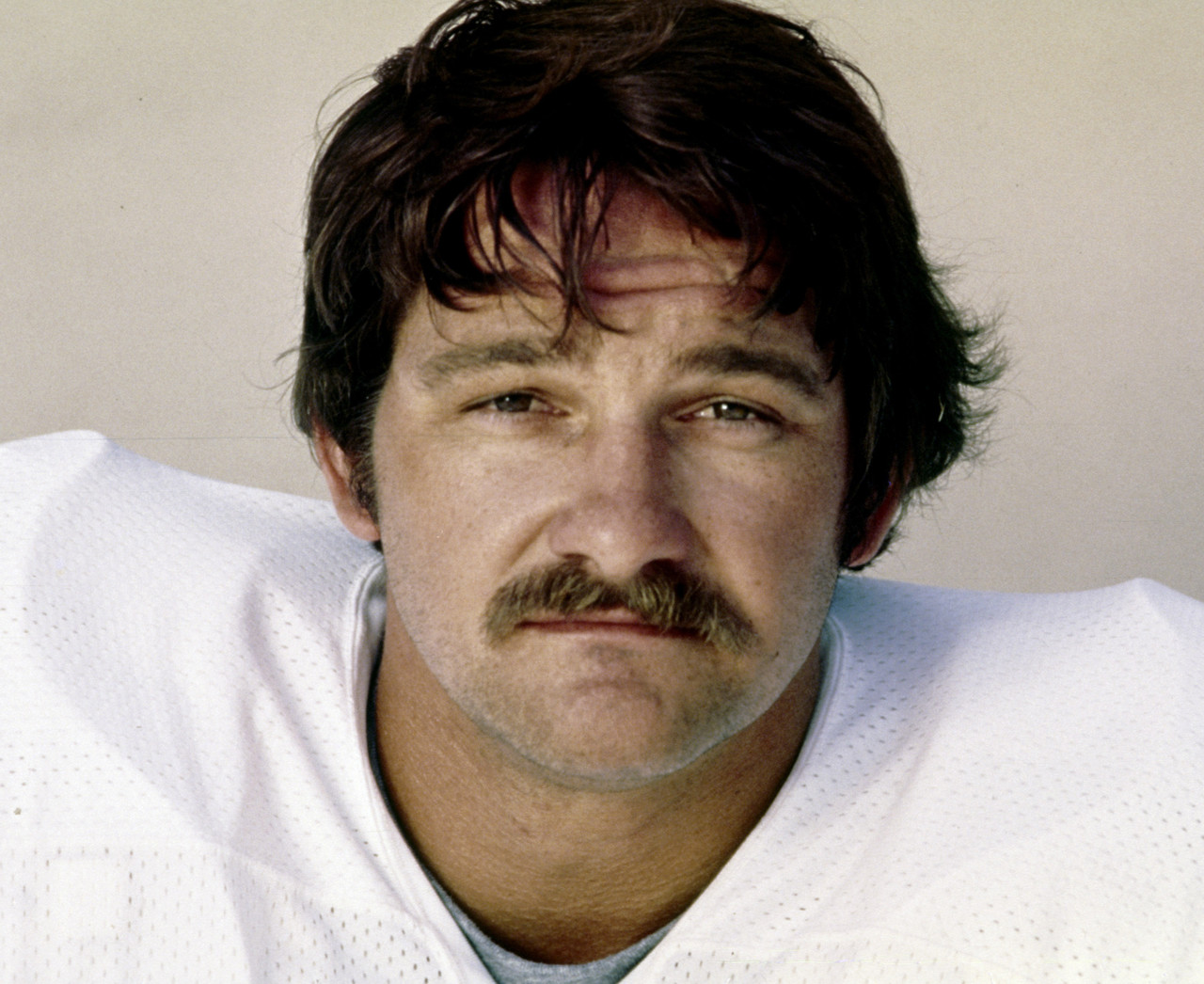
Jim Langer, due volte vincitore del Super Bowl, l'unico Hall of Famer di SDSU

Un totale di 34 giocatori dei Jackrabbits hanno militato in squadre della NFL, inclusi cinque in attività a luglio 2024.
- Dallas Goedert - Philadelphia Eagles
- Christian Rozeboom - Los Angeles Rams
- Pierre Strong Jr. - Cleveland Browns
- Chris Oladokun - Kansas City Chiefs
- Tucker Kraft - Green Bay Packers

29 Jackrabbits sono stati selezionati nel Draft NFL. Al 2024, Jim Langer è l'unico Jackrabbit ad essere stato introdotto nella Pro Football Hall of Fame.